# Гутурама ямайська
Гутура́ма ямайська (Euphonia jamaica) — вид горобцеподібних птахів родини в'юркових (Fringillidae). Ендемік Ямайки.

## Опис

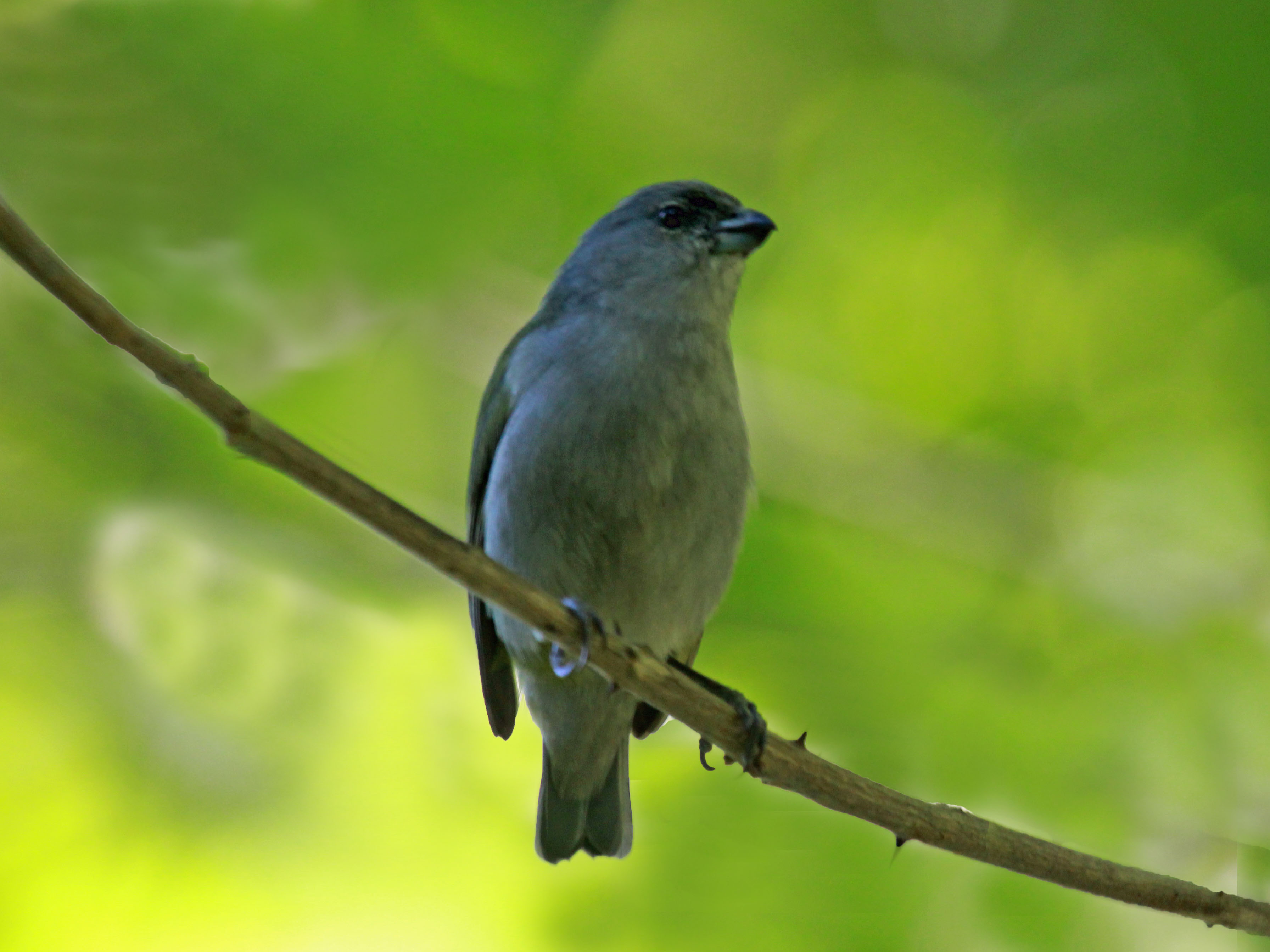
Самиця ямайської гутурами (Блу-Маунтінс)

Довжина птаха становить 11 см, вага 17 г. Виду притаманний статевий диморфізм. Самці мають переважно сіре забарвлення, спина у них більш темна, сизувата, махові пера і хвіст чорнуваті. Нижня частина тіла світліша, нижня частина грудей і живіт жовтуваті, гузка білувата. Від дзьоба до очей ідуть темні смуги. У самиць верхня частина тіла, надхвістя і хвіст оливково-зелені, голова темно-сіра, нижня частина тіла сіра. Горло білувате, живіт і нижні покривні пера хвоста попелясті, боки мають оливковий відтінок. Дзьоб і лапи чорнуваті, очі темно-карі.

## Поширення і екологія
Ямайські гутурами мешкають в тропічних лісах, чарникових заростях, на плантаціях, в парках і садах. Зустрічаються поодинці або парами, переважно на висоті до 1000 м над рівнем моря.
Ямайські гутурами живляться переважно ягодами омели, а також іншими ягодами і плодами, доповнюють свій раціон дрібними комахами та іншими безхребетними. Гніздяться з лютого по травень. Гніздо кулеподібне, будується самицею і самцем. Воно складається з зовнішньої частини, сплетеної з гілочок, лишайників і рослинних волокон і внутрішної, встеленої мохом, пухом або іншим м'яким матеріалом. В кладці 2-3 білих яйця, поцяткованих темними плямками. Інкубаційний період триває приблизно 2 тижні. Пташенята покидають гніздо через 3 тижні після вилуплення, однак батьки продовжують піклуватися про них ще деякий час. Насиджує лише самиця, за пташенятами доглядають і самиці, і самці.